# Cantonul Escurolles
Cantonul Escurolles este un canton din arondismentul Vichy, departamentul Allier, regiunea Auvergne, Franța.

## Comune
- Bellerive-sur-Allier
- Broût-Vernet
- Brugheas
- Charmeil
- Cognat-Lyonne
- Escurolles (reședință)
- Espinasse-Vozelle
- Hauterive
- Saint-Didier-la-Forêt
- Saint-Pont
- Saint-Rémy-en-Rollat
- Serbannes
- Vendat